# 宮城県立迫支援学校
宮城県立迫支援学校（みやぎけんりつ はさましえんがっこう）は、宮城県登米市迫町北方にある公立特別支援学校。知的障害者を教育領域とする。

## 概要
校木はイチイ。学校内にプラネタリウム施設があり、高等部の学習に使用している他、学習に影響のない範囲内で期間を決めて、一般公開も実施している。

## 沿革
- 1990年（平成2年）4月 - 宮城県立迫養護学校として開校。
- 2009年（平成21年）4月 - 宮城県立迫支援学校に改称。

## 学部
- 小学部
- 中学部
- 高等部